# Кикоть Наталія Федорівна
Наталія Федорівна Кикоть (нар. 3 грудня 1966, Черкаси — пом. 11 вересня 1993, Черкаси) — українська художниця декоративного текстилю.

## З біографії
Народидася 3 грудня 1966 року в місті Черкасах (нині Україна). 1989 року закінчила Львівський інститут декоративного і прикладного мистецтва, де навчалася зокрема у Ігоря Бондара, Марти Токар. На кафедрі дизайну костюму на відмінно захистила дипломну роботу — колекцію жіночих трикотажних комплектів (керівник С. П. Петрова).
Після здобуття фахової освіти працювала художником по оформленню тканин на Черкаському шовковому комбінаті. Трагічно загинула у Черкасах 11 вересня 1993 року.

## Творчість
Спочатку створювала композиції у техніці батика, розписи на склі, згодом — ескізи для друку шовкових тканин.
Брала участь в обласних, всеукраїнських, закордонних мистецьких виставках з 1989 року. Персональні виставки відбулися у Ганновері у 1993 році, Черкасах у 1994 році (посмертна).
Деякі начерки та ескізи художниці зберігаються у Черкаському художньому музеї.